# Sint-Eligiuskerk (Zeveneken)

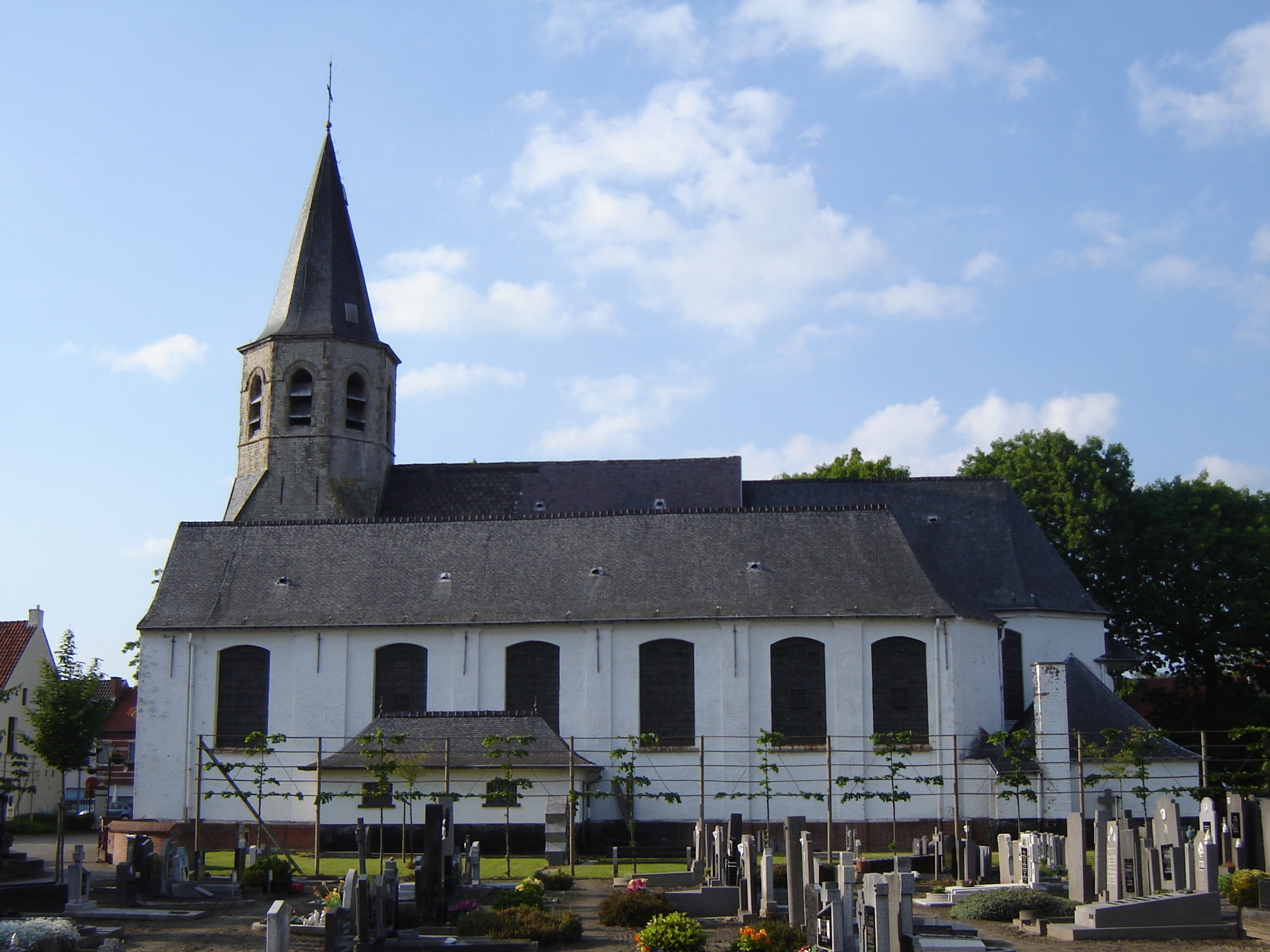
Sint-Eligiuskerk

De Sint-Eligiuskerk is de parochiekerk van de tot de Oost-Vlaamse gemeente Lochristi behorende plaats Zeveneken, gelegen aan Zeveneken-Dorp 8.

## Geschiedenis
In 1281 gaf graaf Gwijde van Dampierre een stuk grond uit om een kerk of kapel te bouwen en in 1287 werd de parochie gesticht die zich afsplitste van die van Lochristi.
De toren kan uit de 14e of 15e eeuw stammen, waarbij de achtkante klokkenverdieping 16e-eeuws kan zijn. Hoofdkoor en zijkoren tonen sporen van de 14e tot de 2e helft van de 16e eeuw. De kerk zou in gebruik zijn geweest voor de protestantse eredienst en in 1580 zijn verwoest, waarna uiteindelijk herstel volgde, met name begin 17e eeuw. Tot in de 17e eeuw was er sprake van een eenbeukige kerk met een hoofdkoor en twee zijkoren. De laatste werden in 1715 nog vergroot. In 1773 werden de zijbeuken gebouwd in classicistische stijl. In 1923 werd tegen de noordbeuk nog een nieuw zijportaal aangebracht.

## Gebouw
Het betreft een driebeukig bakstenen kerkgebouw met classicistisch uiterlijk maar met allerlei bouwkundige elementen van oudere tijdvakken. De ingebouwde westtoren heeft een vierkante basis en een achtkante klokkenverdieping.

## Interieur
Het kerkinterieur is in classicistische stijl met Toscaanse zuilen. Er is een 17e-eeuws schilderij, voorstellende de Heilige Eligius van Noyon overhandigt de koning twee zadels. Uit de 18e eeuw is een Genezing van kreupelen door de heilige Eligius en een Bisschopswijding van de heilige Eligius.
Het hoofdaltaar is van 1766 en voorzien van een schildering Jezus aan het kruis van 1653. Het koorgestoelte is 18e-eeuws en de lambrisering 17e- of 18e-eeuws. Er is een 17e-eeuwse preekstoel en er zijn 18e-eeuwse communiebanken. Het Van Peteghem-orgel is van 1773 en is in latere jaren enkele malen gewijzigd.